# RAm TEE I
Pour les articles homonymes, voir RAM.
Le RAm TEEI est un train automoteur des Chemins de fer fédéraux suisses (SBB-CFF-FFS) et des Nederlandse Spoorwegen (NS), conçu et utilisé pour les services TEE. Les chemins de fer néerlandais lui ont attribué le nom de série DE-IV ou DE4.

## Numérotation
Aux CFF : 
- RAm TEEI (I par opposition aux RAe TEEII dès 1961) no 501 et 502.

Aux NS :
- DE-IV n° 1001 à 1003.

## Composition
- Un élément-moteur (A1A A1A), avec 3 compartiments (bagages, douane, chef de train)
- Une voiture de 1re classe à compartiment (capacité : 54 places)
- Une voiture-restaurant (32 places) avec cuisine + une salle à couloir central (18 places)
- Une voiture-pilote de 1re classe à couloir central (42 places)

Sa capacité totale est de 114 voyageurs en 1re classe et de 32 au restaurant, ce dernier offrant une disposition des sièges de 2+2.
À chaque extrémité du train étaient disposés des attelages automatiques Scharfenberg, permettant d'accoupler deux rames en unité multiple, doublant ainsi la capacité du train, ou d'atteler une locomotive de secours en cas de panne.

## Historique
Pour pouvoir entrer dans le pool TEE, les administrations des chemins de fer européens devaient fournir un matériel roulant offrant à la clientèle un haut niveau de confort et une livrée spécifique rouge lie de vin et crème. Si la SNCF se contenta d'adapter son autorail RGP, les NS et les CFF unirent leurs efforts pour concevoir un train nouveau.
Au vu de la grande disparité des courants de traction sur les réseaux d'Europe de l'Ouest, la traction thermique fut choisie. L'industrie ferroviaire suisse n'étant pas spécialiste en la matière, la conception des engins de traction fut confiée au néerlandais Werkspoor, BBC se vit attribuer l'équipement électrique, et SIG Neuhausen réalisa les voitures. Les rames furent prêtes à l'emploi fin 1957.

### Engagements TEE

#### 1957–1964
Du 2 juin 1957 au 30 mai 1964 : roulement de 4 jours.
- 1er jour :
  - 30 Edelweiss : Zürich HB – Amsterdam CS
- 2e jour :
  - 128 L'Étoile du Nord : Amsterdam CS – Paris-Nord
  - 145 L'Oiseau Bleu : Paris-Nord – Bruxelles-Midi
- 3e jour :
  - 108 L'Oiseau Bleu : Bruxelles-Midi – Paris-Nord
  - 125 L'Étoile du Nord : Paris-Nord – Amsterdam CS
- 4e jour :
  - 31 Edelweiss : Amsterdam CS – Zürich HB

Pour un total de 3 532 km. La cinquième rame était en révision ou restait en réserve et permutait avec celle finissant son roulement.

#### 1964
Du 31 mai 1964 au 1er août 1964 : roulement de 3 jours.
- 1er jour :
  - 30 Edelweiss : Zürich HB – Amsterdam CS
- 2e jour :
  - 122 L'Étoile du Nord : Amsterdam CS – Paris-Nord
  - 125 L'Étoile du Nord : Paris-Nord – Amsterdam CS
- 3e jour :
  - 31 Edelweiss : Amsterdam CS – Zürich HB

Pour un total de 2 912 km. Les deux dernières rames étaient en réserve ou à l'entretien, à Amsterdam et à Zürich.

#### 1964–1969
Du 2 août 1964 au 27 septembre 1969 : roulement de 3 jours.
- 1er jour :
  - 30 Edelweiss : Zürich HB – Amsterdam CS
- 2e jour :
  - 31 Edelweiss : Amsterdam CS – Zürich HB
- 3e jour :
  - 8 L'Arbalète : Zürich HB – Paris-Est
  - 9 L'Arbalète : Paris-Est – Zürich HB

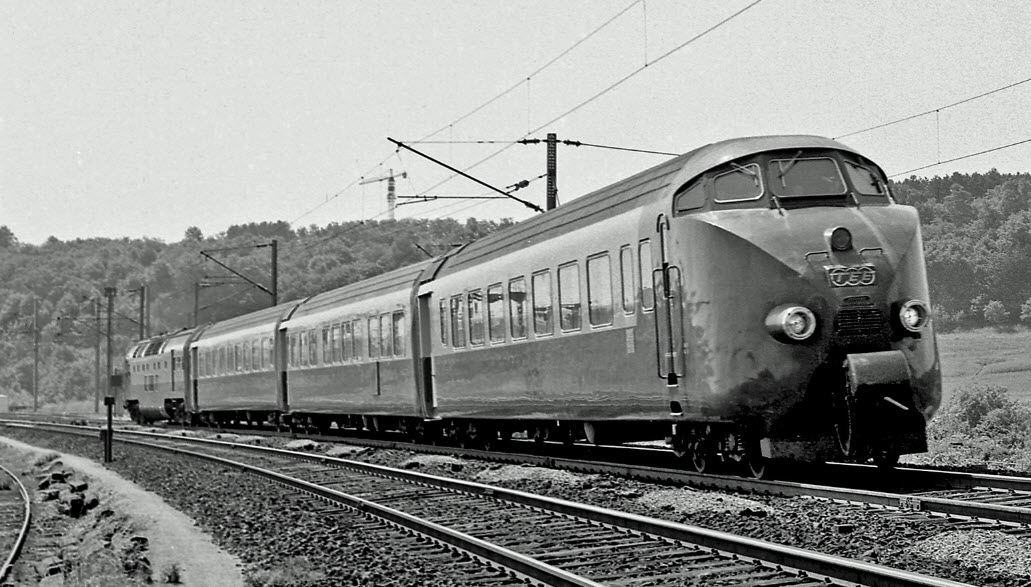
RAm als TEE Arbalete Zürich – Paris près de Culmont-Chalindrey en France; 14 juin 1966

Pour un total de 3 048 km.

#### 1969–1971
Du 28 septembre 1969 au 15 février 1971 : roulement de 3 jours.
- 1er jour :
  -  30 Edelweiss : Zürich HB – Amsterdam CS
- 2e jour :
  - 31 Edelweiss : Amsterdam CS – Zürich HB
- 3e jour :
  - 57 Bavaria : Zürich HB – München Hbf
  - 56 Bavaria : München Hbf – Zürich HB

Pour un total de 2 524 km.

#### 1971–1974
Du 16 février 1971 au 25 mai 1974 : roulement de 2 jours faisant suite à l'accident du TEE Bavaria survenu le 9 février 1971 près de Kempten im Allgäu.
- 1er jour :
  - 90 Edelweiss : Zürich HB – Amsterdam CS
- 2e jour :
  - 91 Edelweiss : Amsterdam CS – Zürich HB

Pour un total de 1 818 km.

### Accidents
La rame CFF no 501 fut victime d'un incendie en août 1961 qui l'immobilisa durant 176 jours, jusqu'en janvier 1962.

#### La catastrophe d'Aitrang
Cette même rame fut gravement endommagée le 9 février 1971 à Aitrang près de Kempten. Lancé à 132 km/h, le TEE Bavaria aborda, voiture-pilote en tête, une courbe en "S" limitée à 80 km/h et se coucha en travers de la double voie. Un train Schienenbus qui arrivait en sens inverse ne put freiner à temps et percuta le train accidenté. Le bilan humain est très lourd : 28 morts, dont les deux conducteurs, ainsi que l'acteur et réalisateur allemand Leonard Steckel (de) et 42 blessés graves. Le nombre élevé de victimes (26 dans le TEE, 2 dans le Schienenbus) s'explique par le fait que les fenêtres de la rame n'étaient pas en verre feuilleté, et que le mobilier du wagon-restaurant n'était pas solidement ancré au sol. La raison de la vitesse excessive n'a pas pu être déterminée avec certitude, mais un défaut du système de frein Oerlikon reste une thèse privilégiée.
Les trois voitures sont dépecées sur place. Le 27 juillet suivant, la décision est prise de mettre à la ferraille la motrice qui avait été acheminée aux ateliers de Tilbourg. Le RAm TEEI 501 avait effectué 2 921 900 km durant ses 14 ans de carrière.

### Fin des services TEE

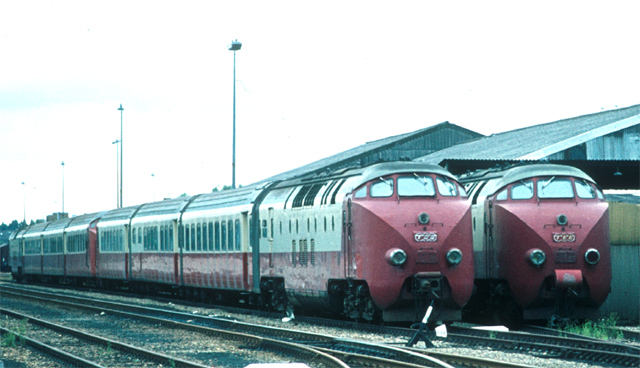
RAm TEEI et DE-IV en attente de réaffectation à Utrecht entre 1975 et 1977.

À partir du 26 mai 1974, plus aucun train Trans-Europ-Express ne sera assuré par une rame TEE Diesel. La rame CFF 502 et les trois hollandaises furent garées à Utrecht, dans l'attente d'une nouvelle affectation ou d'un éventuel repreneur. Un projet des NS de reconvertir les quatre trains en traction électrique n'aboutit pas. En 1977 finalement, l'ensemble des rames fut vendu au canadien Ontario Northland Railway.
Le RAm n° 502 avait parcouru jusqu'au 25 mai 1974 un total de 4 030 200 km. Le kilométrage des DE-IV hollandaises n'a pas été divulgué, on peut supposer qu'il avoisinait les 3 830 000 km pour chacune.

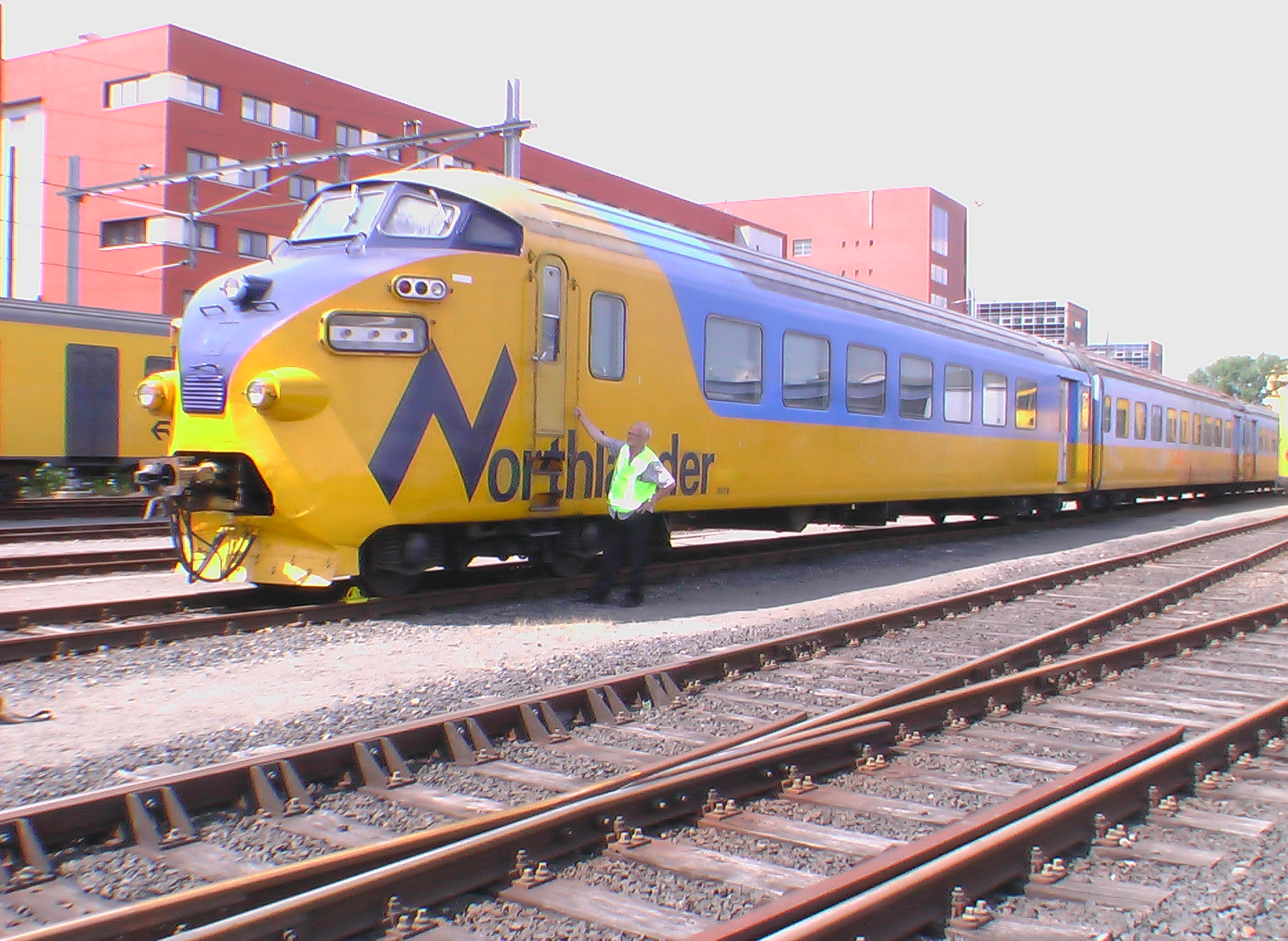
Rame en livrée Northlander de retour aux Pays-Bas.

### La période canadienne
Après avoir reçu une livrée jaune et bleue, les quatre rames assurèrent les services Northlander entre Toronto et Cochrane en Ontario. Mais les motrices n'étaient pas conçues pour résister au grand froid canadien et elles furent remplacées dès 1979 déjà par des locomotives EMD FP7, puis mises à la ferraille en 1984.
Leur retrait définitif du service commercial intervint le 9 février 1992.

### Retour en Europe
La fondation suisse TEE Classics racheta huit voitures en vue de restaurer une rame dans son état d'origine. Mais le problème de la traction se pose : aucune motrice originale n'a survécu !
Cinq voitures ont finalement été rapatriées en Europe :
- une voiture de l'ex-rame NS-1001 ;
- la voiture-pilote de l'ex-rame NS-1002 ;
- les trois voitures de l'ex-rame NS-1003.

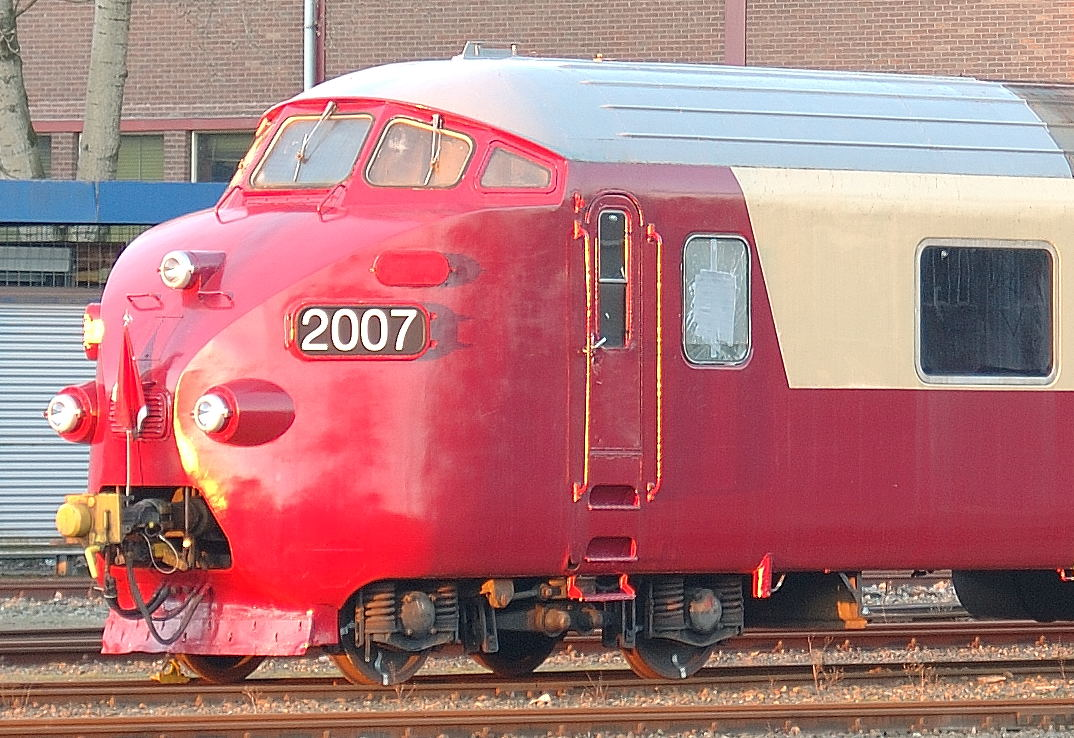
La restauration va bon train !

Embarquées le 19 octobre 1998 à Saint-John à bord du cargo norvégien MV Tampa, elles arrivèrent à Hambourg le 5 novembre suivant. Après bien des péripéties (en Suisse, à Heilbronn), c'est finalement la TEE Nederland foundation qui reprit la rame en 2006 pour la restaurer, avec projet de reconstruire une motrice neuve en utilisant la face de l'une des deux voitures-pilotes. Les voitures sont alors stationnées à Zwolle.
En 2021, la TEE Nederland foundation donne son RAm au Musée néerlandais des transports (NTM) à Nieuw-Vennep, le but de la Fondation TEE ne pouvant plus être poursuivi, elle sera dissoute.